# Euphorbia orphanidis
Euphorbia orphanidis — вид рослин із родини молочайних (Euphorbiaceae), ендемік Греції.

## Опис
Це рослина 5–10 см. Кореневище широко розгалужене. Листки сірувато-зелені, зворотно-яйцюваті, ≈ 15 мм завдовжки. Приквітки від ниркоподібних до трикутних, жовто-зелені. Квітки зеленувато-жовті. Період цвітіння: літо.

## Поширення
Ендемік Греції. Населяє скелі та осипи; 0–2100 метрів.